# Goat Simulator
『Goat Simulator』（ゴートシミュレーター）は、スウェーデンのゲーム会社・Coffee Stain Studiosによるゲームソフト。プレイヤーが1頭のヤギに扮してゲーム内の世界で自由に振舞うことができるシミュレーションゲームまたはアクションゲーム。当初はPC向けに配信され、のちにスマートデバイスや家庭用ゲーム機向けに移植された。また、全ての追加コンテンツを含むバージョンとして『Goat Simulator: The GOATY』（― ザ ゴーティ）が配信されている。

## 沿革
FPSとタワーディフェンスを組み合わせた『Sanctum』で知られるCoffee Stain Studiosが社内におけるプログラマ訓練の一環として制作したもので当初発売の予定は無かったが、スタッフがYouTubeへ投稿したアルファ版プレイ動画の再生数が数日で大きく伸びたことやそこに寄せられた要望を受けて2014年4月2日（日本時間）にSteamとMagino Driveにて正式発売され、このうち後者において本項表題の日本語名で扱われた。Steamでは発売前から利用者による期待の声が複数寄せられた。
2014年6月4日にアップデートパッチ「Patch.1.1」が公開され、4種のヤギと3つのゲームモード、従来のものと同等の広さのマップ1つが追加され、プレイヤーのヤギが自転車やスケートボードに乗ったり、一つの画面を分割して最大4人で遊べる機能も加えられた。
同年11月20日に公開された「Patch.1.2」では「Goat MMO Simulator」と題する大規模アップデートを実施、後述のとおり従来とは全く様相の異なるゲームとなった。
2015年5月7日付のFacebook本作公式ページに、「Extra Special Thanks」として日本のゲームデザイナー小島秀夫及び彼の率いたチーム「小島プロダクション」の名を記載した本作のスタッフロール画面が掲載された。添付されたコメントによれば「小島の名が『メタルギアソリッドV』のクレジットから削除されたため、本作のクレジットに加えた」という。また同画面では、小島とギレルモ・デル・トロの参加で話題となりながらも2015年4月に開発中止が発表され世界的に継続を望む署名活動も行われたホラーゲーム『SILENT HILLS』及びその体験版として配信された『P.T.』のプロジェクト継続を望む言葉も併記された。

## 概要
ゲームは3DCGで表現されたオープンワールド風の空間で展開し、プレイヤーは主人公たるヤギを背後から見る三人称視点で操作する。表題に「シミュレーター」とあるがヤギの生態や習性を忠実に再現するものではなく、人里に現れたヤギを操ってNPCである人間たちに悪戯などをし、その結果起こるNPCの混乱、物理演算やラグドール効果あるいはバグによる滑稽な動きを楽しむゲームである。但し、目的などが設定されていないので遊ぶ人によってはすぐに飽きたり全く楽しめない可能性もある。上述のとおり元々は商業展開を想定せず短期間で制作されたためバグが多くゲーム世界も狭いことが公知されており公式サイトにも「これは狭くてユルいバカゲーなので『GTA』のヤギ版のような期待をしないで欲しい」と記されている。一方、「Steam Work Shop」に対応し利用者の開発したMODで諸要素を変更・拡張できる。また、本作の公式WikiサイトがCoffee Stain Studiosにより公開されている。

## パッチ1.1までのゲーム内容
このゲームの舞台は設定の明らかでない現代風の小さな町を含む土地で、町には中に入れる建物もある。プレイヤーはデフォルメなどを施されていない外観上は一般的なヤギのキャラクターを操作する。このヤギはキーボードとマウスで操られ「歩く・走る・階段や梯子を昇降する」「ジャンプ」「鳴く」動作のほか、「舐める」ことにより舌で対象を引っ張ったり、「頭突き」で対象を攻撃できる。加えて、ヤギは自動車に衝突したり爆発に巻き込まれても負傷したり死ぬことは無い。また、プレイヤーの任意でゲーム処理をスローモーションにしたり、それまでのゲーム進行を初期状態に戻したりもできる。ゲーム中は連続攻撃（コンボ）など幾つかの行動に際して「実績」達成により点数を獲得したり、条件を満たせばプレイヤーキャラクターとしてキリンやダチョウ、ペンギン、クジラを使えるという仕掛けもあるものの、背景となる物語や達成すべき目的、ゲームオーバー条件や時間制限などは無い。

## Goat MMO Simulator
2014年11月20日に配信されたPatch1.2では通称を「Goat MMO Simulator」とし、ゲームの舞台を現代風の町から中世・ファンタジー世界とした。また、プレイヤーは多人数同時接続してウォーリア・ローグ・マジシャン・ハンターいずれかのキャラクタークラスを持つヤギやヒツジあるいは2足歩行をする電子レンジのキャラクターを操作してクエストを実行したり敵となるモンスターと戦ってレベルを上げる、というMMORPG的要素を取り入れた。

## GoatZ
2015年5月7日に配信された有料ダウンロードコンテンツで、導入するとゲームモードの一つとして遊べる。プレイヤーはゾンビヤギを操り、感染者を増やしたり、ミッション（任務）を達成したりする。また、武器の制作も可能なことやタイトルロゴや名前を含め、ゾンビの徘徊する世界でのサバイバルを主題とする『DayZ』や『Rust』を意識したものとみられる。体力の概念があり、一定量ダメージをうけるか満腹度メーターが0になると体力が減少し、最終的には死亡する。体力は、脳を食べるかミッションを達成することで回復するが、脳はゾンビを倒さないと得られず、ミッションも制限時間があり、そもそも満腹度メーターが0になるまでが早い。

## GoatBread
2015年11月13日に無料配信されたコンテンツ。食パン等を操作して自らを調理する内容で本作同様に“奇抜なゲーム“と評される『I am Bread』とのコラボレーションで、互いのプレイ可能キャラクターを交換、即ち本作では各種のパンを、『I am Bread』ではヤギを操作できるようになる。

## Goat Simulator: PAYDAY
2016年1月14日に配信された有料ダウンロードコンテンツ。Coffee Stain Studiosと同じくスウェーデンのゲーム会社たるOverkill Softwareによるクライムシューター『PAYDAY 2』とコラボレーションした。本作ではPaydayシリーズ独特の仮面を着けたヤギ、車いすに乗ったイルカ、ラクダ、フラミンゴの4匹を操作してカージャックや銀行強盗をし、警察官に抵抗したりできる。一方『PAYDAY 2』では違法薬物の奪取に本作のヤギが関わる「Goat Simulator Heist」シナリオが発表された。

## Goat Simulator: Waste of Space
2016年5月26日に配信された有料ダウンロードコンテンツ。ゲームの舞台は宇宙となりシリーズ最大のマップを特色とする。プレイヤーたるヤギはNPCたる人々からお金などを回収して宇宙植民地を拡大したり、宇宙戦闘機に乗って敵と戦ったりできる。また、各種SF作品のパロディも随所に含む。